# ۮ
Ḍḍal (ۮ) est une lettre additionnelle de l’alphabet arabe utilisée dans l’écriture du parkari.

## Utilisation
Dans l’écriture du parkari avec l’alphabet arabe, ‹ ۮ⁠ › représente une consonne occlusive injective alvéolaire [ɗ⁠].